# Shama Joseph
Shama " Sak Pase " Joseph es un productor musical haitiano. Ha producido y coescrito canciones como "Man Down"  de Rihanna (Loud), "Who Gon Stop Me", de Kanye West y Jay-Z (Watch the Throne), y recientemente, "Coming in hot" de Lecrae y Andy Mineo (Summer Eighteen), con ambas canciones traza un lugar destacado en la cartelera de los Billboard. Bajo su nombre artístico Sham o Sak Pase también ha producido canciones como "New Slaves"  de Kanye West ( Yeezus ) y "Private Show"  de T.I. Con una línea de estilo por igual en el Hip-Hop, R&B, Reggae, y el tradicional estilo de kompa  haitiano, a partir de 2015 su material había sido nominado a seis premios Grammys.

## Primeros años y educación
Shama Joseph nació el 24 de junio de 1982 en Fort Lauderdale , Florida. Criado por padres haitianos de primera generación, en una edad joven escuchó a diversos géneros musicales como el Rock, world music , reggae y dancehall. También aprendió a tocar los instrumentos guitarra, piano y el bajo . Después de graduarse de la escuela secundaria en Deerfield Beach, Florida, Joseph fue a estudiar en la Universidad Estatal de Míchigan antes de abandonar para asistir a Full Sail Real World en Orlando, Florida.  Después de que él comenzó a producir música que ha seleccionado el nombre artístico Sak Pase, que se traduce en el saludo de Haití común " lo que está pasando " en criollo.